# Nightingale (ópera)
Nightingale es un musical para niños del compositor estadounidense Charles Strouse, estrenada en Londres el 18 de diciembre de 1982. No debe confundirse con la ópera del mismo nombre del compositor Igor Stravinsky (El ruiseñor o Le Rossignol).

## Personajes (Cast Original)
- Ruiseñor - Sarah Brightman.
- Narrador - Andrew Shore.
- Emperador - Gordon Sandison.
- Criada - Susannah Fellows.
- Asistentes - Bruce Ogston & Grant Smith.
- Pavos Reales - Dinah Harris & Jill Pert.
- Muerte - Michael Heath
- Ruiseñor mecánico - Carole Brooke.
- Médicos & Científicos - Michael Heath & Roy Skelton.
- Coreógrafo del coro - Debbie Goodman.

## Sinopsis de la Opera
Lo que se menciona en lo siguiente es la sinopsis de la opera:
Una vez en China, había un emperador, de grandes influencias y siempre protegido, por lo cual se mantenía alejado de otras personas, lo cual lo hacía no muy conocedor del mundo alrededor de él. Un día el oyó hablar de un Ruiseñor que vivía en el bosque y que con su canto tan maravilloso, encantaba a todos los campesinos. Él ordenó a la encantadora sirvienta del palacio que trajera al Ruiseñor. La Criada condujo la corte del palacio hacia el bosque donde vivía el Ruiseñor, así mismo, la capturaron.
Ella tuvo un éxito inmediato ante el tribunal y durante algún tiempo ella era el mejor amigo y la mayor posesión del emperador.
Pero como las estrellas estupendas de hoy, su renombre pronto se deslizo, ella llegó a ser infeliz sin su libertad.
Finalmente la tecnología (un pájaro mecánico) la sustituyó, y se escapó. El emperador notó que el Ruiseñor había volado lejos. Cuando el emperador meditó sobre que con tener o poseer al ruiseñor a su lado, y por lo cual se sintió enfermo. Él se desanimó y enfermó y finalmente era casi ya dado por muerto, pero la energía de la belleza de la canción del Ruiseñor y el amor inocente triunfó sobre la muerte. El emperador y la criada, junto con el Ruiseñor vivieron felices para siempre.

## Publicación
De aquel estreno de la opera Nightingale, se publicó en 12", LP y CD.
Track List:
1. Prologue
2. Perfect Harmony
3. Perfect Harmony (Reprise) - Gordon Sandison
4. Nobody Ever Sang for Me - Gordon Sandison
5. Why Am I So Happy? - Susannah Fellows
6. Take Us to the Forrest
7. Who Are These People? - Sarah Brightman
8. Never Speak Directly to an Emperor
9. Nightingale
10. Emperor Is a Man - Susannah Fellows
11. I Was Lost - Sarah Brightman
12. Entr'acte
13. Charming - Dinah Harris
14. Singer Must Be Free - Sarah Brightman
15. Mechanical Bird - Carole Brooke
16. Please Don't Make Me Hear That Song Again - Carole Brooke
17. Rivers Cannot Flow Upwards - Sarah Brightman
18. Death Duet - Sarah Brightman
19. We Are China/Finale - Sarah Brightman

- Datos: Q960611